# Machimus divinosus
Machimus divinosus là một loài ruồi trong họ Asilidae. Machimus divinosus được Oldroyd miêu tả năm 1972. Loài này phân bố ở miền Ấn Độ - Mã Lai.